# José María Ladines
José María Ladines (1786-5 de agosto de 1839) fue un comerciante dedicado a actividades políticas, originario de la Banda Oriental del virreinato del Río de La Plata en 1786.

## Biografía
Pasó a Buenos Aires donde dedicado al comercio logró formar una sólida posición económica.
Su lujosa residencia de la calle Cuyo (hoy Sarmiento) 115 fue sede de numerosas reuniones secretas destinadas a derrocar a Juan Manuel de Rosas; descubierta la conspiración él y su esposa fueron detenidos por sospecha de complicidad con Manuel V. Maza, Tejedor, Balcarce y Albarracín y acusados de salvajes unitarios.
Liberados por falta de pruebas luego de interminables penurias, debió emigrar a Montevideo, donde falleció el 5 de agosto de 1839 a los 52-53 años.
Una calle y una estación de metrobus de la ciudad de Buenos Aires llevan ese nombre en su homenaje.